# Мартини Хенри
Мартини Хенри (известна също и като Пийбоди Мартини Хенри или Хенри-Мартини, наричана в България мартина или мартинка) (на английски: Martini-Henry или Peabody-Martini-Henry) е британска пушка със задно зареждане – затвор тип падащ блок, и е първата английска пушка, конструирана от самото начало за метални патрони. Произвеждана е както във Великобритания, така и в САЩ.
Мартини Хенри комбинира затворен механизъм, разработен от Фридрих фон Мартини (основан върху пушката Пийбоди, на Хенри Пийбоди) с нарезна цев, разработена от Аликзандър Хенри. За първи път пушката е взета на въоръжение в британската армия през 1871 година, където тя заменя Снайдър Енфийлд, и вариантите ѝ са използвани в имперската армия
в продължение на 30 години. Тази пушка е на въоръжение в османската армия по време на Руско-турската освободителна война през 1877 – 1878 и след това.
Калибърът на образците от 1870 и 1871 година е 11,43 мм, дължината на пушката – 125 см., мерната линия е 1400 ярда или 1280 метра, а бойната ефективност е при 600 ярда – 548 метра, началната скорост на куршума – 415 метра в секунда.